# Кардашьян, Кортни
Ко́ртни Мэ́ри Кардашьян Баркер (англ. Kourtney Mary Kardashian; род. 18 апреля 1979, Лос-Анджелес, США) — американская медийная личность, фотомодель, актриса, бизнесвумен. Наиболее известна своим участием в реалити-шоу «Семейство Кардашьян» и «Kourtney and Khloé Take Miami».

## Биография
Кортни Кардашьян родилась в Лос-Анджелесе, выросла в Беверли-Хиллз, Калифорния. Имеет армянские корни (со стороны отца), шотландские и голландские корни со стороны матери. На одном сайте её сестра Ким сказала, что она наполовину армянка (на четверть из турецких армян и на четверть из российских) и на четверть шотландка и на четверть голландка.
Кортни — старшая дочь известного адвоката Роберта Кардашьяна и светской львицы Крис Дженнер, урождённой Хоутон. Мать Кортни развелась с Робертом Кардашьяном в 1989 году и вновь вышла замуж за известного бывшего легкоатлета Брюса Дженнера в 1991 году.
У Кортни есть две сестры, Хлои и Ким, и брат Роб. Также у Кортни есть сводные братья Бартон Дженнер, Брендон Дженнер и звезда реалити-шоу Броуди Дженнер; сводная сестра Кейси Дженнер и единоутробные сестры Кендалл и Кайли Дженнер.
Посещала частную католическую школу для девочек Marymount High School. После её окончания переехала в Даллас на два года для учёбы в Южном Методическом Университете. Затем переехала в Тусон, Аризона, где поступила в Университет Аризоны, окончив его со степенью бакалавра театрального искусства и испанского языка.

## Карьера
Кортни с матерью открыла бутики детской одежды в Лос-Анджелесе и Нью-Йорке под названием «Поцелуй» (Smooch), в которых продаются вещи бренда Crib Rock Couture. Совместно с Ким и Хлои владела и управляла бутиками женской одежды D-A-S-H в пригороде Лос-Анджелеса и Майами, которые были открыты в начале 2009 года, в ноябре 2010 года ещё один магазин был открыт в районе Сохо в Нью-Йорке. Однако в апреле 2018 года бутик был закрыт.
Кортни и Хлои снялись в собственном реалити-шоу «Кортни и Хлои в Майами», в котором главное место отводится их жизни в новом городе и открытию бутика в Майами. Кортни также снялась в реалити-шоу «Filthy Rich: Cattle Drive» в 2005 году, чтобы заработать деньги на благотворительность. Была замечена в некоторых других шоу и сериалах в роли самой себя.
Кортни и Ким снялись в собственном реалити-шоу «Кортни и Ким в Нью-Йорке», в шоу показывают их жизнь и открытие бутика в Нью-Йорке.
Так же Кортни снялась в сериале «Одна жизнь, чтобы жить» в 2011 году, пока находилась в Нью-Йорке. Она играла адвоката Кассандру Кавано.
В сентябре 2012 года Кортни и Ким снялись в ещё одном спин-оффе «Кортни и Ким в Майами».

## Личная жизнь
С 2006 по 2015 год Кортни состояла в фактическом браке с бизнесменом Скоттом Дисиком.
У Кортни и Скотта есть трое детей:
- сын Мэйсон Дэш Дисик (род. 14.12.2009)[10][11]
- дочь Пенелопа Скотлэнд Дисик (род. 08.07.2012)[12]
- сын Рейн Эстон Дисик (род. 14.12.2014)[13]

В 2010-м после рождения первенца, Дисик сделал предложение руки и сердца Кортни, но она отказалась, сославшись на неготовность к браку и на многочисленные измены Скотта. Спустя полгода после рождения третьего ребёнка пара рассталась окончательно.
С 2016 года встречалась с боксёром Юнесом Бенджимом. Разница в возрасте составляла 14 лет. В 2018 году пара распалась.
С января 2021 года встречается со своим давним другом - барабанщиком группы Blink-182 Трэвисом Баркером. Как и Кортни, Трэвис растит троих детей от прошлых отношений.
18 октября 2021 года пара обручилась на берегу океана в Монтесито, штат Калифорния. 22 мая 2022 года пара сыграла свадьбу в присутствии родственников и друзей в Италии в имении Доменико Дольче и Стефано Габбана, одноименный бренд которых разрабатывал свадебное платье Кортни.
17 июня  2023 года на концерте рок-группы Blink-182 Кортни с заметно округлившимся животом и плакатом с надписью «Трэвис, я беременна» сообщила, что ждет ребенка от Трэвиса Баркера. 4 ноября 2023 Кортни родила своего 4-го ребенка:
- Рокки Сётинг Баркер (род.2023)[14]

## Фильмография
| Год       |   | Русское название          | Оригинальное название                | Роль                  |
| --------- | - | ------------------------- | ------------------------------------ | --------------------- |
| 1968—2012 | с | Одна жизнь, чтобы жить    | One Life to Live                     | Кассандра Кавано      |
| 2007      | с | Семейство Кардашян        | Keeping Up with the Kardashians      | Играет саму себя      |
| 2009—2010 | с | Кортни и Хлои в Майами    | Kourtney and Khloé Take Miami        | Играет саму себя      |
| 2011—2012 | с | Хлои и Ламар              | Khloé & Lamar                        | камео                 |
| 2011—2012 | с | Кортни и Ким в Нью-Йорке  | Kourtney and Kim Take New York       | Играет саму себя      |
| 2013      | с | Кортни и Ким в Майами     | Kourtney and Kim Take Miami          | Играет саму себя      |
| 2014      | с | Кортни и Хлои в Хэмптонсе | Kourtney and Khloé Take The Hamptons | Играет саму себя      |
| 2021      | ф | Это всё он                | He's All That                        | Джессика Майлз Торрес |